# District de Boulogne
Le district de Boulogne est une ancienne division territoriale française du département du Pas-de-Calais de 1790 à 1795.
Il était composé des cantons de Boulogne, Bourthes, Condette, Desvres, Etaples, Hardinghen, Henneveux, Marquize, Neucqueliers, Neuville, Saint Martin et Samer.

## Galerie

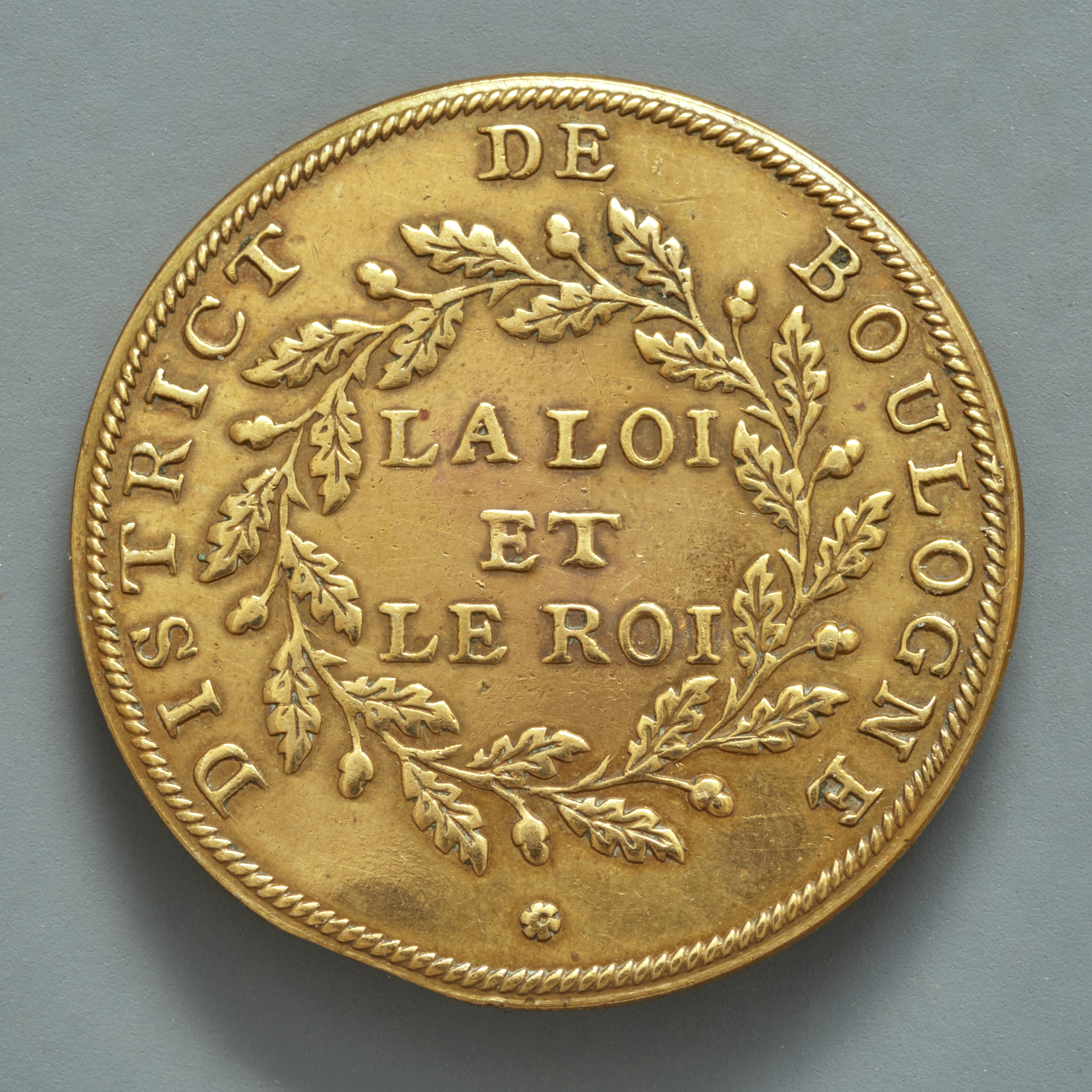
Bouton (musée Carnavalet)